# Franse Berg (Ede)

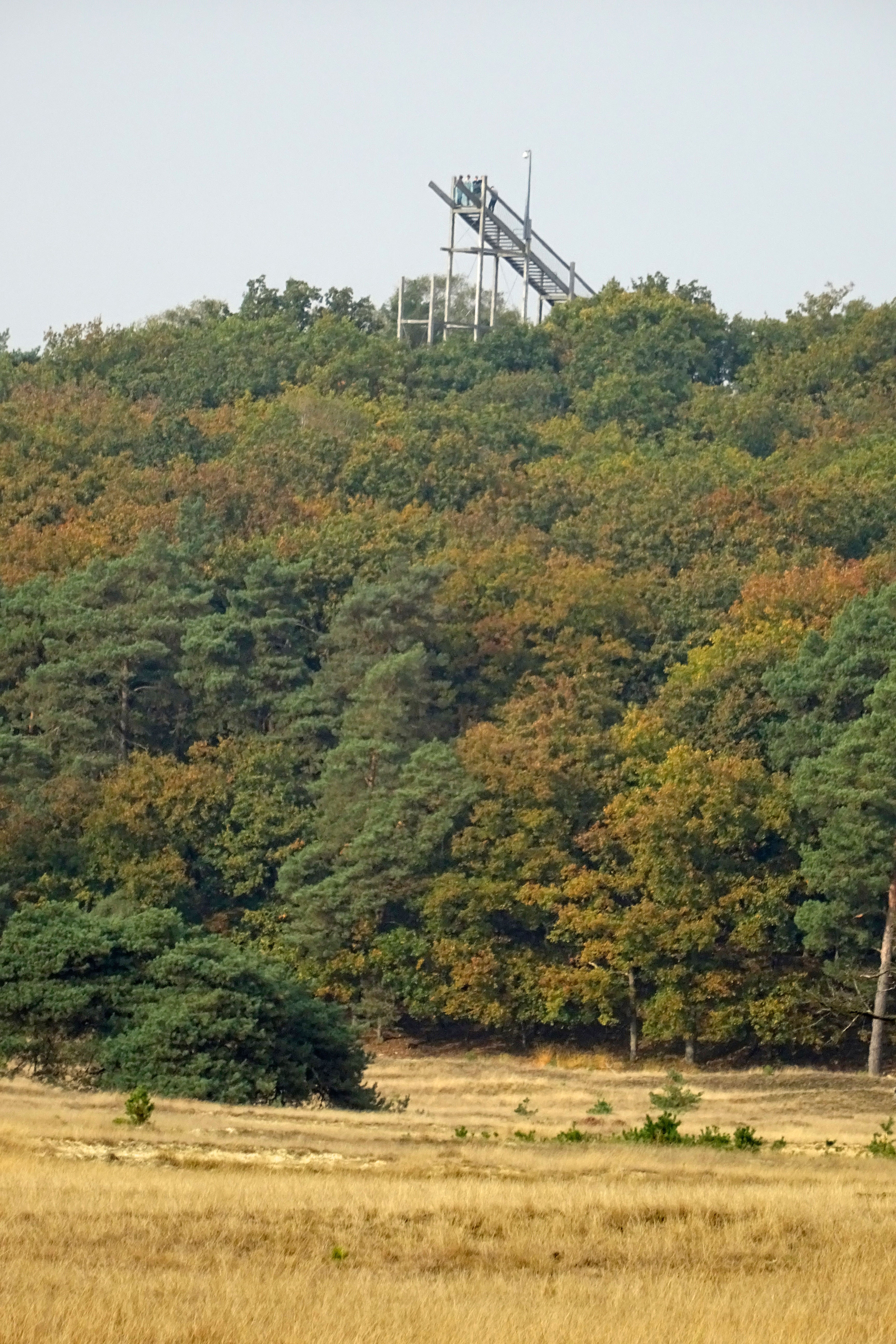
Zicht vanaf het Pampelse Zand op de uitkijktoren op de Franse Berg

De Franse Berg is een heuvel, die in gemeente Ede bij Otterlo op het Nationaal Park De Hoge Veluwe ligt. De hoogte ervan is 53,9 meter boven N.A.P..

## Ontstaan
De heuvel is ontstaan door zandverstuivingen in het gebied door toedoen van de mens, die de oorspronkelijke begroeiing van bos en hei in het vlakke gebied, door grootschalige houtkap aantastte. Later ontstond door lichte begroeiing, en door deze begroeiing tegengehouden verstoven zand, een duin. Op het duin ontstond meer begroeiing, zoals struiken en bomen, die in de huidige toestand nog steeds aanwezig is.

## Naam
De naam Fransche Berg, zoals weergegeven op de kadastrale kaart 1811-1832, of Franse Berg in de tegenwoordige benaming, kan door verschillende gebeurtenissen aan de heuvel zijn gegeven. Een verklaring zou kunnen zijn dat de Fransen in het rampjaar 1672 de hoogte als uitkijkpost zouden hebben gebruikt. Een andere verklaring zou zijn dat de Franse bezetter van Nederland in de Napoleontische tijd de hoogte als uitkijkpost gebruikten. Deze laatste verklaring wordt ook genoemd op het informatiebord bij de berg.

## Het Groote Museum
Voorts liggen er de in beton uitgevoerde fundamenten van de keermuren tegen het stuifzand als aanzet voor de bouw van het Groote Museum als het eerdere ontwerp van het Kröller-Müller museum, dat in 1922 wegens ernstige financiële tekorten van het bedrijf van geldschieter en echtgenoot van Helene Kröller-Müller, Anton Kröller, destijds niet verder werd gebouwd. Deze delen zijn nu een Rijksmonument.

## Privé begraafplaats
Op de Franse Berg ligt de privé-begraafplaats van het echtpaar Kröller-Müller, en van Salomon van Deventer en zijn echtgenote. De kleine begraafplaats was in eerste instantie ontworpen door de Belgische architect Henry Van de Velde, maar in 1946 uitgevoerd naar ontwerp van architect J. Schipper.